# Gilberto & Gilmar
Gilberto & Gilmar é uma dupla de cantores de música sertaneja de Rinópolis, formada pelos irmãos Gilberto Gomes de Almeida e Gilmar Gomes de Almeida.
Lançaram seu primeiro álbum de estúdio em 1970. Posteriormente tiveram canções de sucesso, como "Só Mais Uma Vez", "Santa Mãezinha", "O Menino de Ouro Fino", "Sonho de Criança", além de outras.
Em 2018, regravam o sucesso "Assino Com X" com a participação de Zé Neto & Cristiano.

## Discografia
Discografia:
- 1969 - Gilberto e Gilmar
- 1970 - Homenagem à Mãezinha
- 1971 - Gilberto e Gilmar
- 1971 - Sonho de Criança
- 1972 - Meu Pedacinho de Chão
- 1973 - Mágoa de Carreiro
- 1973 - Meu Pequeno Lugarejo
- 1974 - O Menino de Ouro Fino
- 1975 - Santa Mãezinha
- 1976 - Os Grandes Sucessos de Gilberto e Gilmar
- 1976 - Menina Bonita
- 1977 - Serenata ao Luar
- 1978 - Edição Limitada
- 1978 - Vou buscar Rosana
- 1981 - Gilberto e Gilmar
- 1983 - Capa de Revista
- 1985 - Gilberto e Gilmar
- 1987 - Luz do Amanhecer
- 1988 - Gilberto e Gilmar
- 1990 - Gilberto e Gilmar
- 1992 - Gilberto e Gilmar
- 1992 - Capa de Revista
- 1993 - Mais que Paixão
- 1995 - Gilberto e Gilmar
- 1996 - 20 preferidas
- 1997 - O que que é Isso Gente?
- 1998 - Giberto e Gilmar
- 1998 - Raízes Sertanejas
- 1999 - Maria Tchá Tchá Tchá
- 2000 - Bis Sertanejo
- 2001 - Foto 3x4
- 2002 - Alma Sertaneja
- 2003 - Nóis é Jeca mais é Jóia
- 2003 - Show 30 anos: Ao Vivo
- 2004 - 2 em 1 Ao Vivo
- 2005 - Uma Vez Mais
- 2005 - Seleção de Ouro de Gilberto e Gilmar
- 2008 - Ao Vivo no Circo
- 2009 - Relíquia Sertanejas
- 2011 - Volume 30
- 2011 - Sucessos Inesquecíveis do Vinil
- 2013 - Só Sucessos
- 2014 - Só Chumbo
- 2015 - Bebo e Choro
- 2018 - 40 Anos
- 2021 - Os Dinossauros da Música Sertaneja